# David Bernhardt

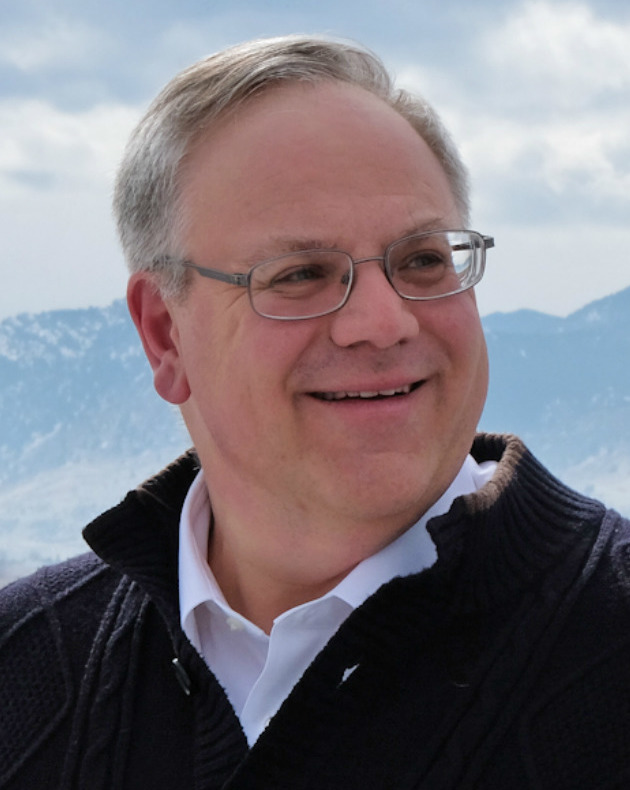
David Bernhardt

David Longly Bernhardt (* 17. August 1969 in Rifle, Colorado) ist ein US-amerikanischer Jurist und Lobbyist, der von 2019 bis 2021 als Innenminister der Vereinigten Staaten fungierte. Als Partner und Gesellschafter der Anwaltskanzlei Brownstein Hyatt Farber Schreck in Colorado begann er 2001 für das Innenministerium der Vereinigten Staaten zu arbeiten und war von 2006 bis 2009 unter anderem als Solicitor (Anwalt) des Ministeriums tätig. Er ist Mitglied der Republikanischen Partei.

## Leben
Bernhardt wuchs in der Kleinstadt Rifle in Colorado auf und begann bereits im Alter von 16 Jahren sich politisch zu engagieren. Seinen Bachelor erwarb er 1990 an der University of Northern Colorado. Während seines Studiums an der University of Northern Colorado bewarb er sich beim Obersten Gerichtshof der Vereinigten Staaten und absolvierte dort ein Praktikum. Er schloss ein Studium an der George Washington University Law School 1994 ab und ließ sich im selben Jahr bei der Rechtsanwaltskammer von Colorado eintragen. Bernhardt begann danach eine Karriere als Rechtsanwalt in Colorado. In den 1990er Jahren arbeitete er für den Politiker Scott McInnis in Grand Junction (Colorado), einem Republikaner. 1998 wurde er Mitarbeiter von Brownstein Hyatt and Farber, einer Anwalts- und Lobbying-Kanzlei in Denver. Bernhardt arbeitete während der Präsidentschaft von George W. Bush für das Innenministerium der Vereinigten Staaten (DOI). Zu Beginn seiner Karriere beim DOI war er stellvertretender Stabschef und Berater der damaligen Innenministerin Gale Norton. Von 2006 bis 2009 war er Solicitor des Ministeriums.
Im Jahr 2009 trat er wieder in die in Colorado ansässige Anwaltskanzlei Brownstein Hyatt Farber Schreck ein. Er wurde Teilhaber der Kanzlei und Vorsitzender der Kanzlei im Bereich des Rohstoffrechts. Er war Lobbyist für verschiedene Bergbau- und Erdölunternehmen. Er vertrat auch den Westlands Water District (eine landwirtschaftliche Region) des San Joaquin Valley in einer Klage, die darauf abzielte, gerichtlich auferlegte Schutzmaßnahmen für gefährdete Lachse im Sacramento-San Joaquin-Delta rückgängig zu machen. Bis Ende 2016 blieb Bernhardt als Anwalt und Lobbyist für den Westlands Water District und löste sich im November 2016 von der Liste der Lobbyisten, um nicht mit dem Verbot des neuen Präsidenten Donald Trump, Lobbyisten in seine Regierung aufzunehmen, in Konflikt zu geraten. Am 28. April 2017 ernannte Trump Bernhardt zum stellvertretenden Innenminister hinter Ryan Zinke. Im Jahr 2019 berichtete Politico, dass sich die Leiter der Lobbyistengruppe der Independent Petroleum Association of America (IPAA) der Ölindustrie mit ihren Verbindungen zu Bernhardt brüsteten. Bernhardt arbeitete für die IPAA während seiner Karriere als Lobbyist.
Innenminister Zinke trat am 2. Januar 2019 als Innenminister zurück, nachdem persönliches Fehlverhalten bekannt geworden war. Am 2. Januar 2019 wurde Bernhardt zum amtierenden Innenminister befördert und löste damit Ryan Zinke ab. Er wurde am 11. April 2019 vom Senat mit 56 zu 41 Stimmen in diesem Amt bestätigt. Aufgrund seiner engen Beziehungen zu der Erdöl- und Agrarindustrie wurde die Nominierung von Umwelt- und Naturschützern kritisiert. Fünf Tage nach seiner Bestätigung im Amt wurde eine Untersuchung gegen ihn wegen ethischer Verfehlungen eingeleitet, welche aus seiner Zeit als Anwalt und Lobbyist sowie seiner Amtszeit als Vizeinnenminister stammen. Während Bernhardts Amtszeit als stellvertretender Sekretär und amtierender Sekretär hat das Innenministerium die Erlaubnis zum Abbau von fossilen Brennstoffen auf öffentlichem Grund und Boden erheblich gesteigert und ein Programm zur Deregulierung eingeleitet. Seine Amtszeit als Innenminister endete mit der Amtseinführung des neuen Präsidenten Joe Biden am 20. Januar 2021.

## Privates
Er ist verheiratet und Vater von zwei Kindern. In seiner Freizeit ist er Jäger und Angler.